# صادق موسى
صادق موسى مواليد 20 أكتوبر 1959، هو لاعب كرة قدم عراقي دولي سابق كان يلعب كان يلعب في مركز خط الوسط. شارك في بطولة الرجال في دورة الالعاب الأولمبية الصيفية 1984. لعب موسى للعراق بين عامي 1984 و1987.

## المسيرة الاحترافية

### أندية لعب لها
- نادي الجيش (العراق)